# Rogério Menezes (leiloeiro)
Rogério Menezes Nunes (Rio de Janeiro, 15 de fevereiro de 1964) é um Leiloeiro Público Oficial registrado na Junta Comercial do Estado do Rio de Janeiro (nomeado em 1989), membro do Conselho do Sindicato dos Leiloeiros do Rio de Janeiro, bacharel em Direito e pós-graduado em Ciências Humanas. Atua no mercado de Leilão há mais de 34 anos.

## Biografia
Nascido em 15 de fevereiro de 1964, Rogério Menezes é filho de um funcionário público e uma dona de casa, com ascendência portuguesa (por parte dos avós paternos) e polonesa (por parte dos avós maternos). Com cerca de 18 anos, ingressa na faculdade de Ciências Contábeis, mas desiste do curso após um ano e ingressa logo em seguida no curso de Direito. Nessa mesma época, começa a trabalhar num banco como escriturário e, em poucos anos, chega à gerência, posto no qual conheceu o mundo dos leilões. Ao começar a fechar negócios com leiloeiros, se apaixona pelo ofício e inicia sua trajetória no ramo ao trabalhar com leiloeiros, para se aprofundar e conhecer mais sobre a dinâmica e legislação da profissão. Em outubro de 1989, aos 25 anos (idade mínima prevista pela legislação),  é nomeado pela Junta Comercial do Estado do Rio de Janeiro como leiloeiro oficial, se tornando o mais jovem leiloeiro do país. Se estabeleceu na rua do Feijão, no bairro da Penha, próximo ao Mercado São Sebastião. O pátio, com uma área de 11 mil m² e capacidade para armazenar mais de mil veículos, pegou fogo em agosto de 2014 e o incêndio foi de grandes proporções, causando danos em centenas de veículos, provocando um congestionamento na Avenida Brasil e lançando colunas de fumaça negra que podiam ser vistas do aeroporto internacional Tom Jobim. Até hoje, paira a dúvida sobre as causas do incêndio e seu teor acidental.

## Reconhecimentos
Em 2012, recebeu o Troféu Prêmio Segurador Brasil, pelo destaque no Mercado de Leilões. Recebeu a Medalha Pedro Ernesto em 2018, com Solenidade na Câmara dos Vereadores do Rio de Janeiro, sendo esta a principal homenagem prestada pelo Município aos cidadãos que se destacam na comunidade nacional e internacional. Por três anos consecutivos recebeu o Troféu Top of Business, na categoria Empreendedor de Sucesso. Atua há três décadas nos seguintes segmentos de mercado: Seguradoras, Bancos, Financeiras, Órgãos Públicos e empresas privadas, realizando leilões de veículos, máquinas, equipamentos, móveis e utensílios, imóveis, aeronaves e embarcações.

## Atividades
Atualmente, o pátio do leiloeiro Rogério Menezes está localizado na zona oeste do Rio de Janeiro, em uma área de mais de 70 mil m², incluindo um pátio coberto de 10 mil m² e um auditório com capacidade para mais de 1.200 pessoas sentadas.